# ارمنستان بیزانس
ارمنستان بیزانس یا ارمنستان غربی، که بدنبال تقسیم ارمنستان بزرگ بین امپراتوری بیزانس و ساسانیان در سال ۳۸۷ میلادی تشکیل شد.
در زمان پادشاهی شاپور سوم باردیگر لشکرکشی‌های ساسانیان به ارمنستان آغاز شد. شاپور تحت تأثیر برخی از خاندان‌های قدرتمند ارمنستان، که از او حمایت می‌کردند، جوانی از خاندان اشکانی به نام خسرو چهارم ارمنستان را به پادشاهی بخش شرقی ارمنستان، که اکنون به‌طور کامل تحت سلطهٔ ساسانیان قرار داشت، گمارد و آرشاک سوم نیز از سوی رومیان پادشاه بخش غربی ارمنستان شد که تحت نفوذ روم شرقی قرار داشت. به این ترتیب ارمنستان در این دوره میان ایران ساسانی و امپراتوری روم شرقی تقسیم شد. بعدها رومیان بارها سعی کردند با حمله به ارمنستان شرقی این بخش را نیز از آن خود سازند اما همواره از سپاهیان ساسانی شکست خوردند. در نهایت نیز شاپور سوم با عقد پیمانی با رومیان سلطهٔ خود را در ارمنستان شرقی رسمیت بخشید.

## سربازان و سرداران ارمنی بیزانس
امپراتوری بیزانس دائماً از طرف امپراتوری‌های دیگر از شرق و غرب و با اقوام اسلاونژاد مورد تهدید قرار می‌گرفت و در جنگ ستیز بود به این علت احتیاج به یک ارتش پایدار و قوی داشت سربازان ارمنی سهم بسزائی برای تشکیل ارتش بیزانس داشتند. ۱۵۰۰۰۰ نظامی ارمنی در ارتش امپراتوری بیزانس خدمت می‌کردند که به گروهای کوچک ۲۰۰۰۰ و ۳۰۰۰۰ نفری تشکیل می‌دادند و به نقاط مختلف امپراتوری بیزانس فرستاده می‌شدند.
باسیل دوم ملقب به باسیل بلغارکش در حین نخستین جنگش با ساموئل تزار بلغارستان در فردای آن روزی که نیروهایش در «تیتوک» [Titoch] شکست خوردند می‌نویسد:
«سربازان پیاده‌نظام ارمنی بودند که جانش را نجات دادند، بدین ترتیب که با تن خود حصاری به دورش کشیدند و او را صحیح و سالم از بیراهه به شهر پلوودیو (فیلیپوپلی) بازآوردند.»
از قرن پنجم به بعد ارمنیان هسته اصلی ارتش بیزانس را در آناتولی تشکیل می‌دادند طوری که پروکوپیوس محقق و تاریخ‌نگار بیزانس می‌نویسد:
«نگهبانان کاخ امپراتوری از میان دلیرترین سربازان ارمنی انتخاب می‌شدند.»
و ویلیام باسل می‌افزاید که:
«از دوران امپراتوری ژوستینین یکم به بعد بهترین سربازان امپراتوری ارمنیان بودند.»
تعداد زیادی از افسران ارمنی در ارتش بیزانس به درجات بالای نظامی ارتقاء یافتند، از میان همین سرداران بود که بیزانس برحسب معمول حکام نظامی بخشی از ارمنستان را (ارمنستان کوچک) که جزو خاک امپراتوری بود تعیین می‌کرد. در زمان سلطنت ژوستینین یکم عده زیادی از سرداران ارمنی در ارتش بیزانس خدمت می‌کردند که از جمله می‌توان:آرتابان، «آرتاوازد» [Artavazd]، هامازاسپ مامیکونیان و «آرشاک» [arsace] که بر پادگان «سورا» [sura] فرماندهی می‌کرد نام برد.
واحدهای ارمنی حتی در میان لشکریان رومی مرز رن هم دیده شدند.
چنان‌که هرودین نقل می‌کند:
«ماکسیمیان امپراتور رم، در آن زمان که برای جنگ با ژرمن‌ها لشکر کشی می‌کرد در ارتش خود عده زیادی از تیراندازان ارمنی دوست و متحد با رم داشت. همچنین یک دسته سپاه کمکی ارمنی در زمان امپراتور وسپاسیان در نبرد دراز مدت با تاویا شرکت داشت.»
نارسس که در سال ۴۷۸ میلادی در ارمنستان به دنیا آمده بود میهن خود را که در آن زمان در تصرف ایرانیان بود ترک گفت و به خدمت بیزانس درآمد. در ارتش به سرعت ترقی کرد. نارسس سپاه گوت‌ها را نخست در گوالدو تادینو و سپس در کامپانیا درهم شکست. پس از آن ایتالیا را از چنگ قبایل فرانک بدرآورد.
در قرن هشتم «پاتریس وارتان» [patrice vartan] و ژنرال تاجات آنتزه واستی بودند. فرماندهی سپاه بیزانس بر ضد بلغارها برعهده «ژنرال تاجات آنتزه واستی» بود.
فرماندهان و سرداران بزرگ نظامی ارمنی، بیزانس را می‌توان به:
مانوئل مامیکونیان و اوهانس گورگن معروف به ژان کوراکوس (او فرمانده جنگهایی در مناطق تئودوزیوپولیس (ارزروم) و مایتن (ملاطیه) توانست آن مناطق را باز پس بگیرد)
باراداس وارد فوکاس و پسرانش «نیسه فور» [nicephore]، «لئون»، «کنستانین»، و «ژان تزی میسکس» و گریگوری دوتارون را نام برد.

## امپراتوران ارمنی بیزانس
- رومانوس یکم، (۹۲۰ تا ۹۴۴ میلادی)

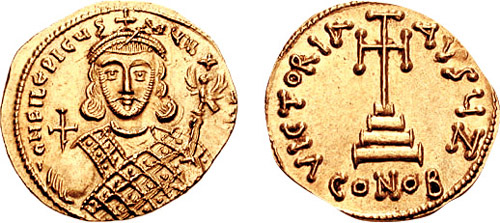
سکه‌ای مربوط به دوران حکومت فیلیپیکوس

- واردان معروف به فیلیپیکوس، (۷۱۱ تا ۷۱۳ میلادی)، او و پدرش نیکِفُروس، نجیب‌زاده‌ای ارمنی‌تبار از اهالی پرگامون بودند.
- آرتاوازد داماد لئون سوم (امپراتور بیزانس) معروف به آرتاباسدوس

آرتاباسدوس ژنرالی ارمنی و فرماندار شهر نظامی آرمنیاکون بود. او در ۷۱۵ با آنا، دختر لئوی ایسوریایی، فرماندهٔ لشکریان آناتولی نامزد شد و لئو را در شورش علیه تئودوسیوس سوم، امپراتور وقت بیزانس یاری نمود. آرتاباسدوس در سال ۷۱۷ با آنا ازدواج نمود و مقام کُنتِ اوپسیکیون، بزرگ‌ترین شهر نظامی بیزانس در شمال‌شرقی آسیای صغیر در نزدیکی قسطنطنیه و با اهمیت نظامی بالا به او اعطا شد.
- لئوی پنجم

ملقب به لئوی ارمنی (درگذشتهٔ ۲۵ دسامبر ۸۲۰) امپراتور روم شرقی از ۸۱۳ تا به قتل رسیدنش در ۸۲۰ بود. در دوران فرمانروایی او دور جدیدی از شمایل‌شکنی در امپراتوری بیزانس آغاز شد.
او در لشکرکشی سال ۸۱۳ میخائیل یکم(بیزانس) علیه بلغارها شرکت داشت اما هنگامی‌که میخائیل با ناخردمندیش شرایط آنان برای صلح را نپذیرفت، سربازان آسیایی صغیری که تحت فرمان لئو بودند به‌هنگام آغاز نبرد ورسینیکیا در نزدیکی آدریانوپول از نیروهای میخائیل جدا شده و نبرد را ترک کردند. لئو سپس میخائیل را از قدرت برکنار و در ژوئیه ۸۱۳ باعنوان لئوی پنجم جانشین او شد.
- بارسغ معروف به باسیلیوس یکم

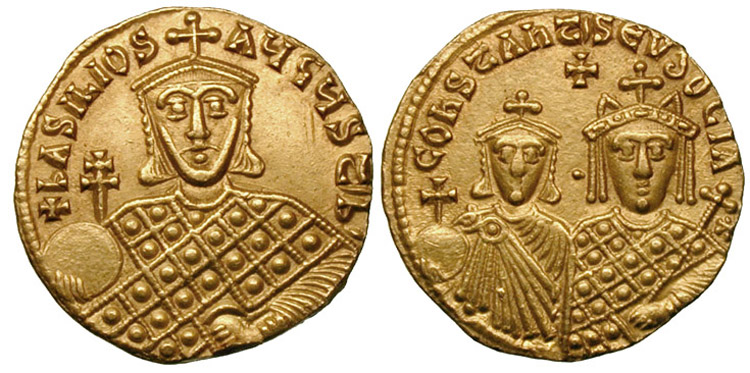
سکه‌ای مربوط به دوران حکومت باسیلیوس یکم

در سال ۸۱۱ میلادی متولد شد و تا سال ۸۸۶ میلادی زندگی کرد. این امپراتور ارمنی نژاد بیزانس، بین سال‌های ۸۶۷ تا ۸۸۶ میلادی حکمرانی کرده و بنیانگذار دودمان مقدونیان بود.
باسیلیوس دودمان تازه‌ای را در اروپا بنام دودمان مقدونیان پایه‌ریزی کرد.
- میکائل معروف به میخائیل سوم، (۸۴۲ تا ۸۶۷ میلادی)

پدر وی امپراتور تئوفیلوس و مادرش ملکه تئودورا (وی از نژاد ارمنی و خواهر بارداس و پترناس بود) بود. در دو سالگی در پی مرگ پدر به امپراتوری رسید. به دلیل سن کم، زمامداری کشور در دست مادرش بود اما به دلیل آزار زیاد مردم بدست وی و افزایش ناخرسندی‌ها، داییش بارداس را نایب السلطنه خویش نمود و مادر را به کلیسایی فرستاد.
- ژان یکم (امپراتور بیزانس)، (۹۶۹ تا ۹۷۶ میلادی)

ژان نجیب‌زاده‌ای از یک خانوادهٔ اشرافی ارمنی بود که از طرف مادرش با ژنرال و بعدتر امپراتور نیکه‌فوروس دوم فوکاس نسبت پیدا می‌کرد. او در دوران فرماندهی نیکه‌فوروس به ارتش امپراتوری پیوست و در کنار او با اعراب مسلمان در کیلیکیه و سوریه جنگید. او سپس نیکه‌فوروس را در رسیدن به تاج و تخت امپراتوری بیزانس یاری نمود و به پاداش این کارش، مقام فرماندهی کل قوای بیزانس در مناطق شرقی به او اعطا شد.

## تمدن ارمنی و بیزانس
ملت ارمنی مقام پرافتخاری در تاریخ دنیای متمدن دارد، او در برابر اعراب و در برابر تُرکان مقاومت کرده در طول، چندین سده دولت و ارتش بیزانس را رهبری کرده و بر سرنوشت جنگ‌های صلیبی تأثیری داشته‌است که جای انکار نیست. این وسیله را یافته‌است که تا به امروز اصالتی استوار و بجا برای خود حفظ کند؛ و بالاخره در حفظ تعادل و آینده آسیای غربی همچنان عاملی ضروری و اجتناب ناپذیر است.
آ. واسیلیف می‌نویسد:
«نفوذ ارمنی در دوران دودمان مقدونیه‌ای بشدت روی هنر بیزانس احساس شد. عده زیادی از هنرمندان و معماران ارمنی در بیزانس کار کرده‌اند.»
سهم فرهنگی ارمنستان در فرهنگ بیزانس تنها به همین زمینه هنر محدود نبوده بلکه به زمینه حقوق نیز گسترش یافته‌است. در واقع ارمنستان چندتن از بزرگ‌ترین حقوقدانان را به بیزانس داده‌است، همانها که در دوران سلطنت ژوستینین یکم، در حفظ و حراست ماتراک حقوق رم دخیل بودند و در قرون بعد به امپراتوری کمک کردن تا تشکیلات قضایی خود را بر حسب نیازمندیهایش روبراه کند.

## سیاست بیزانس در برابر ارمنستان
ارمنستان برای بیزانس نه تنها دولتی حایل بلکه در حقیقت سپربلایی بود که یکی از حساسترین مرزهای امپراتوری را در برابر خطرات شرق حمایت می‌کرد. خطراتی که از طرف ایران ساسانی بیزانس را تهدید می‌کردند.
با نخستین امپراتوران ارمنی نسب سلسله مقدونیان، ظاهراً سیاست بیزانس حرکتی به سمت تشخیص و درک روشن ضروریات از خود نشان داد. بدین معنی که وجود کشور ارمنستان مستقل (دودمان باگراتونی) را پذیرفت، و آن کشور در سده دهم و آغاز سده یازدهم سدی محکم و گرانقدر در برابر ترکان شد. تنها به خاطر وجود ارمنستان خیل اقوام غارتگر آسیای مرکزی در مدتی نزدیک به یک سده موفق نشدند آنگونه که در ایران و در کشورهای غربی نفوذ کرده بودند در آسیای صغیر نفوذ کنند.
لیکن کم‌کم سیاست بیزانس تغییر کرد، بدین معنی که بیزانس برای کینه و عنادی که از نظر مذهبی با ارمنستان داشت و نیز به طمع افزودن بر مستملکات خود، کاری نکرد که وحدت و قدرت مقاومت کشور باگراتونیها را تقویت کند، در صورتی که ارمنستان باگراتونی به هر حال سدی برای حفاظت خود او هم بود. این سیاست کورکورانه نتیجه شوم خود را در عمل زشت و بدفرجام امپراتور باسیلیوس دوم و جانشینان او ببار آورد که در سال ۱۰۴۵ میلادی با ناچار ساختن ارمنستان به جنگیدن در دو جبهه، هم با بیزانس و هم با سلجوقیان، آن کشور را نابود کرد و پیامد منطقی آن هم در نبرد ملازگرد در سال ۱۰۷۱ آشکار شد که درهای آسیای صغیر را به روی ترکان گشود.
بعداً نیز در برابر پادشاهی ارمنی کیلیکیه و کشورهای صلیبی، بیزانس همان سیاست اشتباه را دنبال کرد.
ژاک دو مورگان می‌نویسد:
«آنچه برای بیزانس در ارمنستان لازم بود نوکر و رعیت نبود بلکه آن کشور می‌بایست به صورت دولتی متحد از دجله تا دریای سیاه و از فرات تا دریای کاسپین با بیش از دو میلیون ساکن مستقل بماند تا بتواند سربازان متعددی از جنگاوران مصمم به بیرون راندن دشمنان مسیحیت را تجهیز کند، و ارمنستان قادر بود که چنین قشونی فراهم آورد. ایجاد و حفظ چنین دولتی تضمین نجات دادن بیزانس بود ولی در قسطنطنیه در آن پایتخت ویران شده بر اثر نزاعهای تعصبی و بهم ریختگیهای مداوم کاخ امپراتوری خطوط مهم سیاست رومی از نظر افتاده بود.»